# آيت علي بوبكر (عين الشكاك)
آيت علي بوبكر هي إحدى مشيخات المملكة المغربية، تتبع جغرافيا لإقليم صفرو وإداريًا لعين الشكاك. يقدر عدد سكانها بـ 4412 نسمة حسب الإحصاء الرسمي للسكان والسكنى لسنة 2004.